# Nurcholis Madjid
Nurcholis Madjid (Jombang, Oost-Java, 17 maart 1939 - Jakarta, 29 augustus 2005) was een Indonesische schrijver en moslimtheoloog.
Madjid kreeg een traditionele opleiding in verschillende islamitische internaten (pesantren) op Oost-Java. Hij behaalde een doctorsgraad Islamic Studies aan de Universiteit van Chicago en doceerde vervolgens aan het Islamitisch Instituut van Indonesië (IAIN).
In een tijd dat het fundamentalisme ook in Indonesië de kop opstak (Jemaah Islamiyah, Laskar Jihad) ontwikkelde hij een pluralistische en holistische visie op islam, waarbij hij de band met andere religies en de islamitische traditie van tolerantie en diversiteit benadrukte. Madjid, ook bekend onder de naam Cak Nur, was rector en medeoprichter van de prestigieuze islamitische Universiteit Paramadina in Jakarta, die deze visie krachtig propageert. Hij was een uitgesproken tegenstander van het vormen van een islamitische staat.

## Publicaties
- The Issue of Modernization among Muslims in Indonesia: “a Participant’s Point of View”, in: Gloria Davies, ed. What is Modern in Indonesian Culture, Athens, Ohio, Ohio University, 1978
- Islam in Indonesia: Challenges and Opportunities, in: Cyriac K. Pullapilly, ed., Islam in the Modern World, Bloomington, Indiana: Crossroads, 1982
- “In Search of Islamic Roots for Modern Pluralism: The Indonesian Experiences” in: Mark Woodward ed, Towards a New Paradigm, Recent Developments in Indonesian Islamic Thought, Tempe, Arizona, Arizona State University, 1996